# Cinecittà-Brücke
Die Cinecittà-Brücke ist ein 1996 erbautes und 2016 umfassend restauriertes Brückenbauwerk in Nürnberg. Sie überquert die Pegnitz und verbindet die Insel Schütt mit der Lorenzer Stadtseite in der Höhe des Kinokomplexes Cinecittà. Ca. 90 m weiter westlich befand sich bis 1945 der Katharinensteg, damals auch genannt Schleifersteg, nicht zu verwechseln mit dem Schleifersteg an der Trödelmarktinsel. 2015 war wegen Gefährdung der Geländersicherheit die Entfernung einer großen Menge sogenannter Liebesschlösser von der Brücke nötig geworden. Diese Verbindung der damaligen Großen Insel Schütt mit dem Lorenzer Pegnitzufer wurde 1595 durch das Frühjahrshochwasser zerstört, danach aber wieder aufgebaut.